# Martin Sternberg
Martin Sternberg, född 13 april 1966 i Örgryte församling i Göteborg, är en svensk golfentreprenör. 
Han utsågs av tidningen Golf Digest till en av de 20 senaste årens viktigaste personer inom Golfsverige. Sternberg skapade stor uppmärksamhet genom initiativtagandet till Hills GC i Göteborg, den så långt dyraste golfanläggningen i Sverige.
Han är son till Jan Sternberg och Eva Sternberg.

## Banor
Sternberg har genom sitt bolag MS Golf varit inblandad i byggandet av bland annat följande banor i Sverige.
- Hills Golf Club
- Sisjö Golf
- Ingelsta Golfklubb
- Sand Golf Club
- Torrekulla Golfklubb
- Nödinge Golfklubb
- Vasatorps Golfklubb
- Bro Hof Golf & CC